# Dror Bar-Natan
Dror Bar-Natan (Israel, 30 de janeiro de 1966) é um matemático estadunidense nascido em Israel. É professor da Universidade de Toronto.

## Publicações selecionadas
- Bar-Natan, D (1996) On the Vassiliev knot invariants, Topology, Volume 34, Issue 2, April 1995, Pages 423-472